# Oog (cycloon)

De structuur van een tropische cycloon op het noordelijk halfrond

Het oog van een krachtige tropische cycloon is een regio van veelal rustig weer in het midden van die cycloon. Het is een min of meer rond gebied met een diameter van meestal 30 tot 65 km. Windsnelheid en bewolking in het oog zijn gering of niet aanwezig. De luchtdruk in het oog kan tot 15% lager zijn dan elders in de cycloon.